# Bain National (Plombières-les-Bains)

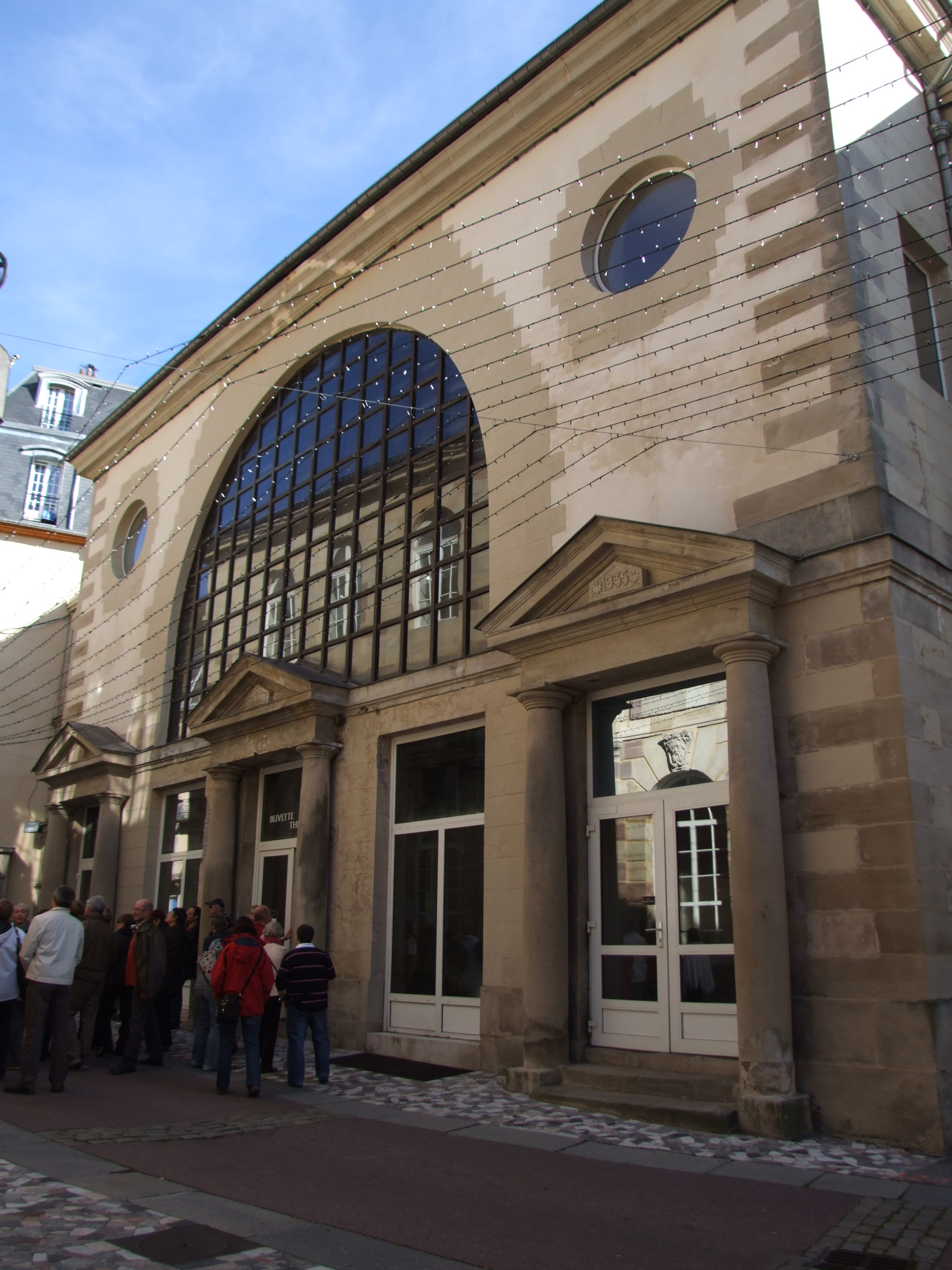
Das Bain National in Plombières-les-Bains

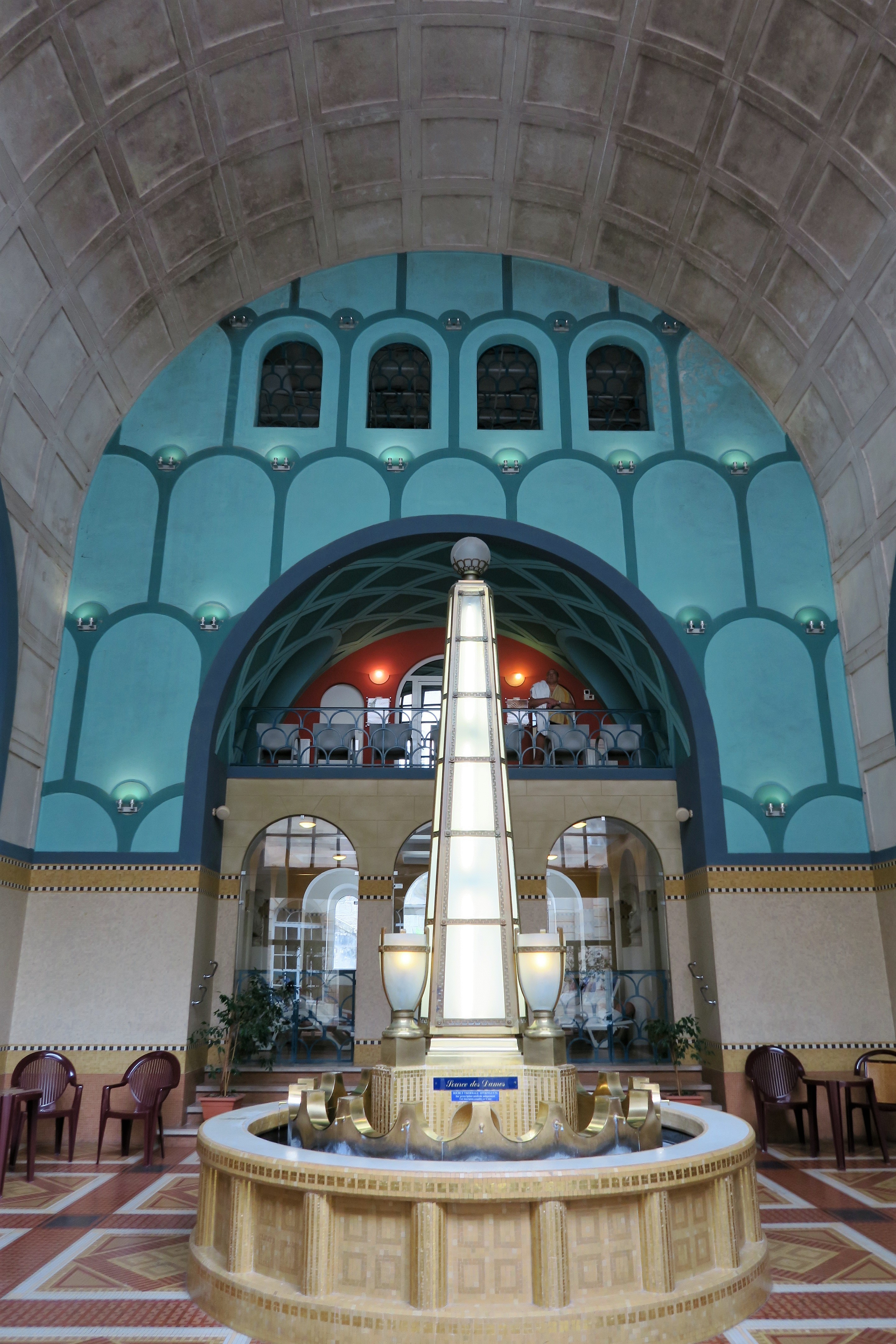
Trinkhalle

Das Bain National in Plombières-les-Bains, einem Kurbad im französischen Département Vosges in der Region Lothringen, ist ein Badehaus aus dem 19. Jahrhundert. Das Gebäude in der Rue Liétard ist seit 2001 als Baudenkmal (Monument historique) geschützt.

## Geschichte
Das Badehaus wurde ab 1812 an der Stelle des ehemaligen Kapuzinerklosters errichtet, das 1791 während der Französischen Revolution im Zuge der Säkularisation verschwand. Der Bauunternehmer und Architekt Nicolas Grillot erhielt den Auftrag für dieses Gebäude, das im Laufe des 19. Jahrhunderts durch bauliche Erweiterungen und einen terrassenartigen Garten ergänzt wurde. Von 1932 bis 1935 erfolgte unter der Leitung des Architekten Robert Danis bei Erhaltung der Fassade ein grundlegender Umbau des Gebäudes im Innern, wobei man es den damals modernen Bedürfnissen anpasste. 1998/99 fand die letzte Renovierung statt. 2020 musste der Badebetrieb wegen hygienischer Mängel eingestellt werden, nach umfangreichen Modernisierungen eröffnete er wieder Ende 2022.

## Architektur
Als Baudenkmal geschützt sind die klassizistische Fassade, die Dachstruktur sowie die Mosaike der Wände und des Fußbodens der Trinkhalle.